# Ophryosporus piquerioides
Ophryosporus piquerioides là một loài thực vật có hoa trong họ Cúc. Loài này được (DC.) Benth. ex Baker mô tả khoa học đầu tiên năm 1876.